# Narcisa Fons i Puig

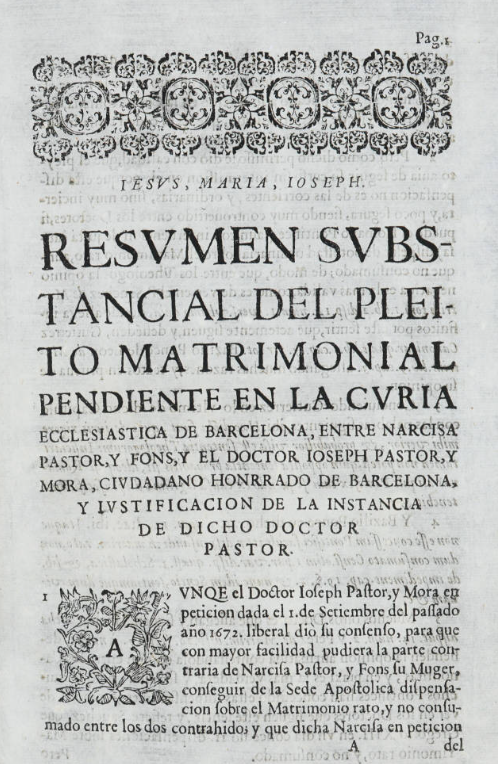
Resum substancial del plet pendent en la Curia Eclesiàstica entre Narcisa Pastor y Fons i el doctor Ioseph Pastor y Mora (1673).

Narcisa Fons i Puig (1657–finals del segle XVII./.principis del XVIII) fou una noble barcelonesa que entre 1671-1673, es va veure immersa en un episodi de violència familiar i institucional. Aquesta provenia primer de tot de la seva pròpia tieta, Narcisa Fons y Martell. Els cercles propers a Narcisa Fons y Puig van tractar d’evitar que casés amb el doctor Ioseph Pastor i Mora, ciutadà honrat de Barcelona. Per evitar-ho va ser conduïda contra la seva voluntat al Convent de l’Ensenyança, on hauria d’ingressar com a monja si no obeïa els designis de la seva tieta.

## Preparada per a casar-se?
Narcisa va néixer a la ciutat de Barcelona l’any 1657 i va ser batejada a l’església dels Sants Just i Pastor. Pertanyia a una família benestant. El seu pare era Gerónimo Fons (ciutadà honrat de la ciutat), i la seva tieta era vídua de Francesc Fons (també ciutadà honrat). Gràcies als testimonis dels interrogatoris duts a terme en un plet matrimonial on ella n’era protagonista, es coneix part de la seva vida als 15 anys d’edat. Narcisa va conèixer el doctor Pastor i Mora durant la Quaresma de 1671, i començà una relació amorosa secreta. Quan la tia s’assabentà la prohibí de sortir de casa i «continuaba en persuadir a su sobrina, que mirase lo que haría, que si casaba con el Doctor Pastor, no la vería más, y podía hacer la cruz a aquella casa, y que no tendría cosa alguna» . Pastor es decidí a sol·licitar a la cúria el segrest de Narcisa, que ella també desitjava: «ni lloró ni hizo sentimiento alguno, ni respondió palabra». Però aquest segrest, que començaria la primavera de 1671, tingué tres parts. En la primera, Narcisa és conduïda a casa dels Tamarit, on durà poc, perquè era una família amiga de la tia i l’Església cuidava que la dona segrestada pogués decidir el seu futur fora d’influències. Després passà a casa dels Junyent, una altra bona família de Barcelona, que ajudà la jove a avançar la relació amb Josep fins al punt que decidiren casar-se per procurador. Descobert que els Junyent eren coneguts dels Pastor, Narcisa fou traslladada al Convent de l’Ensenyança, aquesta vegada contra la seva voluntat.

## Un segrest violent
La primera part del segrest va ser dolça. Una dona podia gaudir d’una certa autonomia. Però passar un segrest en un convent no era tant desitjable per a una donzella. Hom pensava que s’acabaria quedant entre les monges. Narcisa arribà plorant i tremolant tot tement que li obliguessin fer-se monja. Ella arribà a afirmar que «se ahogará» abans de ser-ho. Mentre restava al convent, el seu promès es casava per poders a l’església de Sant Just i Pastor de Barcelona. Era la primavera del 1672. Però quan acabà el ritual del matrimoni i ell anà a buscar-la, ella ja no hi era perquè havia decidit acceptar la voluntat de la família, de la tia. Es va iniciar llavors un procés de nul·litat: «no se declara como válida la unión porque en Narcisa prevalecía el miedo del secuestro» [3]. Sobre la voluble conducta de la jove Narcisa havia prevalgut també l’amenaça verbal i no verbal conforme perdria el dot. Una dona estava condicionada a rebre’l per casar-se i contrariar els pares o tutors també pressuposava una situació violenta. 